# Charis Anastasiou
Charis Anastasiou (griechisch Χάρης Αναστασίου oder Anastazio) ist ein griechisch-zyprischer Popsänger.
Als Gewinner der zyprischen Vorauswahl durfte er beim Eurovision Song Contest 1990 in Zagreb für Zypern antreten. Mit dem Popsong Milas Poli kam er auf den 14. Platz.